# Associazione Italiana Allenatori Calcio
L'Associazione Italiana Allenatori Calcio, spesso citata con l'abbreviativo di AIAC oppure associazione allenatori, è un'organizzazione che tutela gli interessi sportivi, professionali, morali ed economici degli allenatori di calcio. L'AIAC fa parte dell'organigramma della FIGC insieme all'AIA, all'AIC, alla LND, alla Serie C, alla Serie B e alla Serie A. 

## Storia
L'AIAC è stata fondata a Roma il 19 settembre 1966 e la sua costituzione fu promossa dall’Avv. Ernesto Corigliano. Nel 1972, grazie a Fulvio Bernardini, allora presidente, l’AIAC fu ospitata nei locali del Centro Tecnico di Coverciano dove attualmente ha la sua sede centrale.

## Organigramma Nazionale
Dal sito internet ufficiale della società.
- Presidente: Renzo Ulivieri.
- Vice presidenti: Giancarlo Camolese (componente professionistica), Avv. Pierluigi Vossi (componente dilettantistica), Prof. Francesco Perondi (componente preparatori)
- Consiglieri Componente Professionistica: Asta Antonino, Beretta Mario, Bonaccorso Stefano, Di Carlo Domenico, Farneti Candido, Prandelli Cesare, Spina Elisabet
- Consiglieri Componente Dilettantistica: Sodi Paolo, Maran Florio, Dosselli Gian Paolo, Bellomo Roberto, Calabrese Giovanni, Marton Michele, Giatras Zoi
- Consiglieri Rappresentante Calcio Femminile: Valentina De Risi
- Consiglieri Rappresentante Calcio a 5: Roberto Menichelli
- Collegio Revisori dei Conti: Dott.ssa Cardone Isabella, Dott. Pochini Stefano, Dott. Pollini Mauro
- Collegio di Garanzia: Avv. Ciabocco Emanuele, Avv. Ciardelli Cristiano, Avv. Simone Mariani
- Collegio Probiviri: Avv. Busanca Paolo, Avv. Costantino Filippo, Avv. Ginesi Roberto
- Segretario generale: Avv. Luca Perdomi
- Vicesegretario generale: Dott.ssa Daniela Pepi
- Presidente AIAC Onlus: Mancini Marcello
- Amministratore delegato AIAC Service: Bazzoni Massimo
- Consiglieri federali: Beretta Mario, Giatras Zoi
- Consigliere divisione calcio femminile: Trentin Grazia

## Statuto della Associazione
L'Associazione Italiana Allenatori Calcio ha un proprio Statuto e un proprio regolamento. All'interno dello Statuto sono delineati tutti gli aspetti dell'Associazione compresi gli scopi, gli associati, quali sono gli organi dell'Associazione e le varie funzioni che essi hanno. In ogni Regione del territorio nazionale si costituisce un Gruppo Regionale con proprio Statuto conforme ai principi sanciti nello Statuto dell’Associazione ed alle direttive eventualmente emanate dal Consiglio Direttivo. I Gruppi Regionali costituiscono sul proprio territorio Gruppi Provinciali aventi un minimo di 20 associati, con il compito di coordinare a livello locale l’attività dell’Associazione secondo gli indirizzi del Gruppo Regionale in armonia con la politica dell’Associazione.

## Componenti
Gli associati all'AIAC sono suddivisi nelle tre componenti: Allenatori Professionisti; Allenatori Dilettanti; Preparatori Atletici. Possono associarsi all'AIAC, mediante pagamento della quota associativa, i tecnici e i preparatori atletici che abbiano conseguito la relativa abilitazione dal Settore Tecnico della FIGC o che siano da quest'ultimo riconosciuti.

## Novità
Il Consiglio Federale, nella riunione del 20 dicembre 2023, ha deliberato di approvare le modifiche al Regolamento del Settore Tecnico F.I.G.C.
Nel particolare, sono state introdotte, all'Art. 16 "Classificazione dei Tecnici" delle nuove qualifiche tra i Tecnici; gli allenatori di Beach Soccer – Licenza A (art. 27) per la conduzione delle prime squadre, di Beach Soccer – Licenza B (art. 28) per la conduzione delle squadre giovanili e il Paralimpico (art. 30) per la DPCS.